# Bezirksbürgermeister
Als Bezirksbürgermeister werden die Vorsteher der Stadtbezirke oder anderer kommunaler Strukturen verschiedener deutscher Städte bezeichnet.

## Berlin
In Berlin stehen die Bezirksbürgermeister als hauptamtliche Verwaltungsvorsteher des Bezirksamtes an der Spitze der zwölf Bezirke. Sie werden von der Bezirksverordnetenversammlung des jeweiligen Bezirks für die Dauer einer Wahlperiode gewählt, die mit dem Ende der Wahlperiode des Abgeordnetenhauses endet.
Im Gegensatz zur Wahl der Bezirksstadträte unterliegt die Bezirksbürgermeisterwahl nicht dem Grundsatz der Quotenwahl, sondern kann auch entsprechend den politischen Mehrheitsverhältnissen erfolgen.
Die Wahlen in den Berliner Bezirken sind grundsätzlich an die Wahl zum Abgeordnetenhaus von Berlin gekoppelt, einzige Ausnahme war die Wahl 1990.

## Nordrhein-Westfalen
In Nordrhein-Westfalen kann seit der Änderung des § 36 Abs. 2 Gemeindeordnung für das Land Nordrhein-Westfalen durch Ratsbeschluss der Vorsitzende der Bezirksversammlung anstelle der Amtsbezeichnung Bezirksvorsteher alternativ die Bezeichnung Bezirksbürgermeister führen, so wie es z. B. in Aachen, Bielefeld, Dortmund, Düsseldorf, Essen, Köln, Münster, Solingen oder Wuppertal praktiziert wird.

## Niedersachsen
Der von diesem Gremium  gewählte Vorsitzende des in einigen kreisfreien Städten und Großstädten gebildeten  Stadtbezirksrats (sonst Ortsrat) heißt ebenfalls Bezirksbürgermeister, sonst Ortsbürgermeister.

## Saarland
Auch im Saarland können gewählte Leiter entsprechender Gremien in Städten mit mehr als 100.000 Einwohnern den Titel Bezirksbürgermeister bekommen. Dies trifft derzeit (2021) nur auf Saarbrücken zu.